# Masa Perttilä
Masa Perttilä (Isokyrö, Finlandia, 21 de enero de 1896-ídem, 12 de mayo de 1968) fue un deportista finlandés especialista en lucha grecorromana donde llegó a ser medallista de bronce olímpico en Amberes 1920.

## Carrera deportiva
En los Juegos Olímpicos de 1920 celebrados en Amberes ganó la medalla de bronce en lucha grecorromana estilo peso medio, siendo superado por el sueco Carl Westergren (oro) y por su paisano finlandés Arthur Lindfors (plata).